# إلجا برينك
إلجا برينك (بالألمانية: Elga Brink) هي ممثلة ألمانية، وُلدت إليزابيث مارغريت بيرمان، واسمها عند الولادة فراي، في الثاني من أبريل عام 1905. وعُرفت فنيًا باسم إلغا برينك، وكانت واحدة من نجمات السينما الألمانية في عصرها.
سطعت شهرتها في العشرينيات من القرن الماضي، حين لمع نجمها في عدد كبير من أفلام السينما الصامتة، حتى كان فيلم زواج في ورطة سنة 1928 آخر أعمالها الصامتة.
مع تحوّل الصناعة إلى الأفلام الناطقة، لم تتراجع خطواتها، بل استمرت تؤدي أدوارًا متنوعة حتى آخر ظهور لها على الشاشة في فيلم الحياة الغريبة عام 1951.
بعد اعتزالها الفن، اختارت حياة بعيدة عن الأضواء. تزوجت مجددًا، وعاشت في هامبورغ حيث عملت موظفة حتى وفاتها في الثامن والعشرين من أكتوبر عام 1985.

## أفلام[4]
- شغف للحياة (1922)
- بين المساء والصباح (1923)
- جنة في الثلج (1923)
- كوميديون الحياة (1924)
- كوو فاديس (1924)
- ديك الحظيرة (1925)
- حمى الهوسار (1925)
- هل يجب أن نصمت؟ (1926)
- الرحلة تحت الشمس (1926)
- سيرك رومانيللي (1926)
- فخر الفرقة (1926)
- ترتيبات للزواج (1926)
- امرأة بلا اسم (1927)
- حب مسكر (1927)
- مطاردة العروس (1927)
- المزيف (1927)
- جزيرة القبلات المحرمة (1927)
- الطبيب (1928)
- قلق (1928)
- العروس لعطلة نهاية الأسبوع (1928)
- المهرج (1928)
- ملك الكرنفال (1928)
- أجمل امرأة في باريس (1928)
- أرض بلا نساء (1929)
- زواج في ورطة (1929)
- الفجر (1929)
- نساء على الحافة (1929)
- الشوق العظيم (1930)
- يوسف العفيف (1930)
- نُزُل شيلر (1930)
- أخلاق مختلفة (1931)
- بفارق أنف (1931)
- السيد مدير المالية (1931)
- تحت سحر الجبال (1931)
- المارشال فورفارتس (1932)
- ليلة الإغراء (1932)
- المدرجات لهيئة الأركان العامة (1932)
- مراسل الجرائم هولم (1932)
- قضية فان خيلدرن الجنائية (1932)
- النفق (1933)
- القفز إلى الهاوية (1933)
- نشيد ليوثن (1933)
- السباح الجريء (1934)
- هناك خطب ما (1934)
- اللعب بالنار (1934)
- العم برازيغ (1936)
- دوامة (1937)
- الشاهد الرئيسي (1937)
- الوطن (1939)
- في اللحظة الأخيرة (1939)
- الليلك الأبيض (1940)
- كواكس الطيار المتهور (1941)
- كلاريسا (1941)
- العندليب السويدي (1941)
- صوت القلب (1942)
- بعيني امرأة (1942)
- في أحد الأيام (1945)
- لحن الربيع (1945)
- الدكتور زميلفيس (1950)
- الحياة الغريبة (1951)

## وصلات خارجية
- إلجا برينك على موقع IMDb (الإنجليزية)
- إلجا برينك على موقع ألو سيني (الفرنسية)
- إلجا برينك على موقع أول موفي (الإنجليزية)
- إلجا برينك على موقع قاعدة بيانات الفيلم (الإنجليزية)
- إلجا برينك على موقع كينوبويسك (الروسية)